# Терцолас
Терцолас (итал. Terzolas) је насеље у Италији у округу Тренто, региону Трентино-Јужни Тирол.
Према процени из 2011. у насељу је живело 591 становника. Насеље се налази на надморској висини од 742 м.

## Становништво
Према резултатима пописа становништва 2011. у општини је живело 606 становника.
| 1931. | 1936. | 1951. | 1961. | 1971. | 1981. | 1991. | 2001. | 2011. |
| ----- | ----- | ----- | ----- | ----- | ----- | ----- | ----- | ----- |
| 537   | 530   | 622   | 611   | 544   | 528   | 558   | 558   | 606   |

## Партнерски градови
- Тварожна (Кежмарок)